# Величко Величков (политик)
 Тази статия е за политика Величко Величков.  За футболиста  вижте Величко Величков.  
Величко Филипов Величков е български държавник (заместник-министър), стопански деец (генерален директор), дипломат (посланик), офицер.

## Биография
Роден е в село Петърч, община Костинброд, Софийска област на 14 февруари 1929 г. Завършва Народното военно училище с инженерен профил през 1950 г.
Започва военната си служба като командир на взвод в 54-ти инженерен полк на РГК (Резерв на Главното командване). След това става командир на рота. Напуска Българската народна армия по здравословни причини през 1953 г.
Започва работа в ЦК на ДКМС. От 1954 до 1959 г. учи във Висшия икономически институт „Карл Маркс“. След това завършва дипломатическа школа в Женева.
Започва работа в икономическата комисия на ООН за Европа. През 1964 г. започва работа в отдел „Западни страни и международни организации“ в апарата на Министерския съвет. От 1968 г. работи в секретариата на Програмата на ООН за развитие (ПРООН).
От 1974 до 1984 г. е заместник-министър на транспорта. От октомври 1984 г. е първи заместник-министър на транспорта и генерален директор на БГА „Балкан“. В периода 1988 – август 1990 г. е посланик на България в САЩ.
Награден е с орден „Народна република България“ – III и II ст.